# Karl Abraham (Wirtschaftspädagoge)
Karl Abraham (* 6. Juli 1904 in Odereck (Kreis Züllichau); † 29. Januar 1990) war ein deutscher Wirtschaftspädagoge.

## Werdegang
Abraham kam als Sohn eines Eisenbahnsekretärs zur Welt. Nach dem Abitur 1922 an der Oberrealschule in Liegnitz absolvierte er ein Volontariat bei der Reisnerschen Buchhandlung in Liegnitz. Von 1923 an studierte er an der Handelshochschule Berlin und legte 1926 das Diplom-Handelslehrerexamen ab. Er ging nach Breslau, wo er an der Universität Staatswissenschaften studierte und 1929 bei Eugen Rosenstock-Huessy und Heinrich Bechtel promovierte (Dissertation: „Die Grundlagen einer Berufsschulpolitik“). Die 1934 angestrebte Habilitation an der Handelshochschule Berlin blieb ihm aufgrund politischer Einflussnahme zunächst versagt.
Schon seit seinem Umzug nach Breslau 1926 war er dort als Lehrer an der Städtischen kaufmännischen Berufsschule tätig. Außerdem arbeitete er an der Handelskammer Breslau. Nach Ende des Zweiten Weltkriegs kam er 1945 nach Brilon und war dort Kommissarischer Direktor der Kreisberufsschule. 1946 war er kurze Zeit Referent im Oberpräsidium Düsseldorf. Noch im gleichen Jahr wurde er Dozent an der Berufspädagogischen Akademie Solingen. Hier und in der Nachfolgeeinrichtung, dem Berufspädagogischen Institut köln, lehrte er bis 1952.
1952 holte er an der Universität Köln seine Habilitation („Der Betrieb als Erziehungsfaktor“) für Berufs- und Wirtschaftspädagogik nach. Er blieb zunächst als Privatdozent an der Universität Köln und lehrte auch am Berufspädagogischen Institut Köln. 1953 ging er als außerordentlicher Professor für Wirtschaftspädagogik an die Wirtschaftshochschule Mannheim und wurde dort ein Jahr später zum Ordinarius ernannt. Von 1957 bis zu seiner Emeritierung 1972 war er Ordinarius für Wirtschaftspädagogik an der Universität Frankfurt am Main.

## Ehrungen
- 1989: Großes Verdienstkreuz der Bundesrepublik Deutschland.